# Municipio de Camargo (Estados Unidos)
El municipio de Camargo (en inglés: Camargo Township) es un municipio ubicado en el condado de Douglas en el estado estadounidense de Illinois. En el año 2010 tenía una población de 3585 habitantes y una densidad poblacional de 35,81 personas por km².

## Geografía
El municipio de Camargo se encuentra ubicado en las coordenadas 39°49′38″N 88°9′58″O / 39.82722, -88.16611. Según la Oficina del Censo de los Estados Unidos, el municipio tiene una superficie total de 100.12 km², de la cual 99,95 km² corresponden a tierra firme y (0,17 %) 0,17 km² es agua.

## Demografía
Según el censo de 2010, había 3585 personas residiendo en el municipio de Camargo. La densidad de población era de 35,81 hab./km². De los 3585 habitantes, el municipio de Camargo estaba compuesto por el 96,79 % blancos, el 0,2 % eran afroamericanos, el 0,22 % eran amerindios, el 0,31 % eran asiáticos, el 0,95 % eran de otras razas y el 1,53 % eran de una mezcla de razas. Del total de la población el 2,34 % eran hispanos o latinos de cualquier raza.